# Sivelestat
Sivelestat (nombre DCI ONO 5046, comercializado como Elaspol) es un inhibidor de la proteína humana neutrófilo elastasa y está siendo probada en el tratamiento de afecciones pulmonares como insuficiencia respiratoria y fibrosis pulmonar.

## Síntesis
Sivelestat es sintetizado en laboratorio de la siguiente forma:

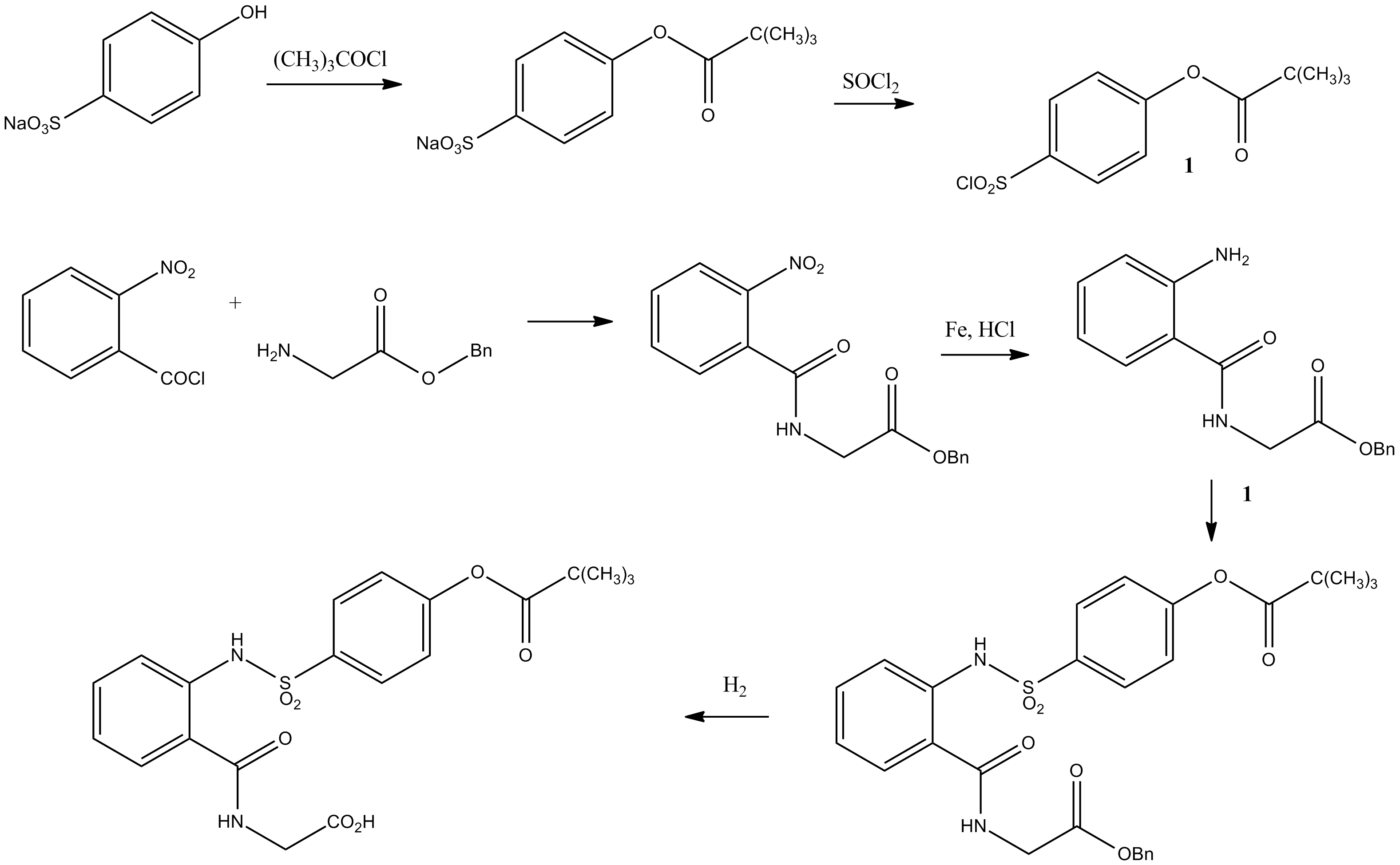
Diagrama de la síntesis de Sivelestat.